# معركة بيريزينا
معركة بيريزينا (أو بيريسينا) بين جيش نابليون الأول الفرنسي والجيوش الروسية وقعت المعركة في الفترة من 26-29 نوفمبر 1812، وخرج الجيش الفرنسي منسحباً بعد غزوه لروسيا وعبوره نهر بيريزينا (قرب بوريسوف، روسيا البيضاء)، والجيوش الروسية تحت قيادة كوتوزوف ميخائيل، بيتر فيتجنشتاين والأدميرال بافل تشيتشاغوف. انتهت المعركة إلى نتائج متباينة خرج فيها الطرفين بخسائر قاسية. عانى الفرنسيون خسائر فادحة جداً لكنه تمكن من عبور النهر وتجنب الوقوع في الفخ. ومنذ ذلك الحين "Bérézina" استخدمت في الفرنسية كمرادف ل «كارثة».

## الخلفية
في سلسلة من المناوشات بين الطرفين فيما يعرف بـ معركة كراسني بين 15 - 18 نوفمبر 1812 تعرض الفرنسيون لهزيمة عبر الجيش العظيم، تحت قيادة نابليون الأول، في 23 يونيو 1812 م، نهر نيمان ومع ذلك، جلبت تعزيزات الذين كانوا متمركزين بالقرب من بيريزينا خلال مسبقا نابليون الأولي عبر روسيا القوة العددية الجيش العظيم ما يصل إلى حوالي 30,000 إلى 40,000 جندي فرنسي قادر على القتال، فضلا عن 40,000 غير المقاتلين. فيما كان تعداد الروس حوالي 61,000 جندي في بيريزينا، مع 54,000 آخر تحت كوتوزوف بعد 40 كيلومتر إلى الشرق كانوا يقتربون من النهر. هذه تعتبر مؤشراً رمزياً بنهائيا بداية الحملة الروسية، التي كانت بعد بضعة أشهر ستفشل بشكل كبير في قسوة الشتاء الروسي.

## معرض صور

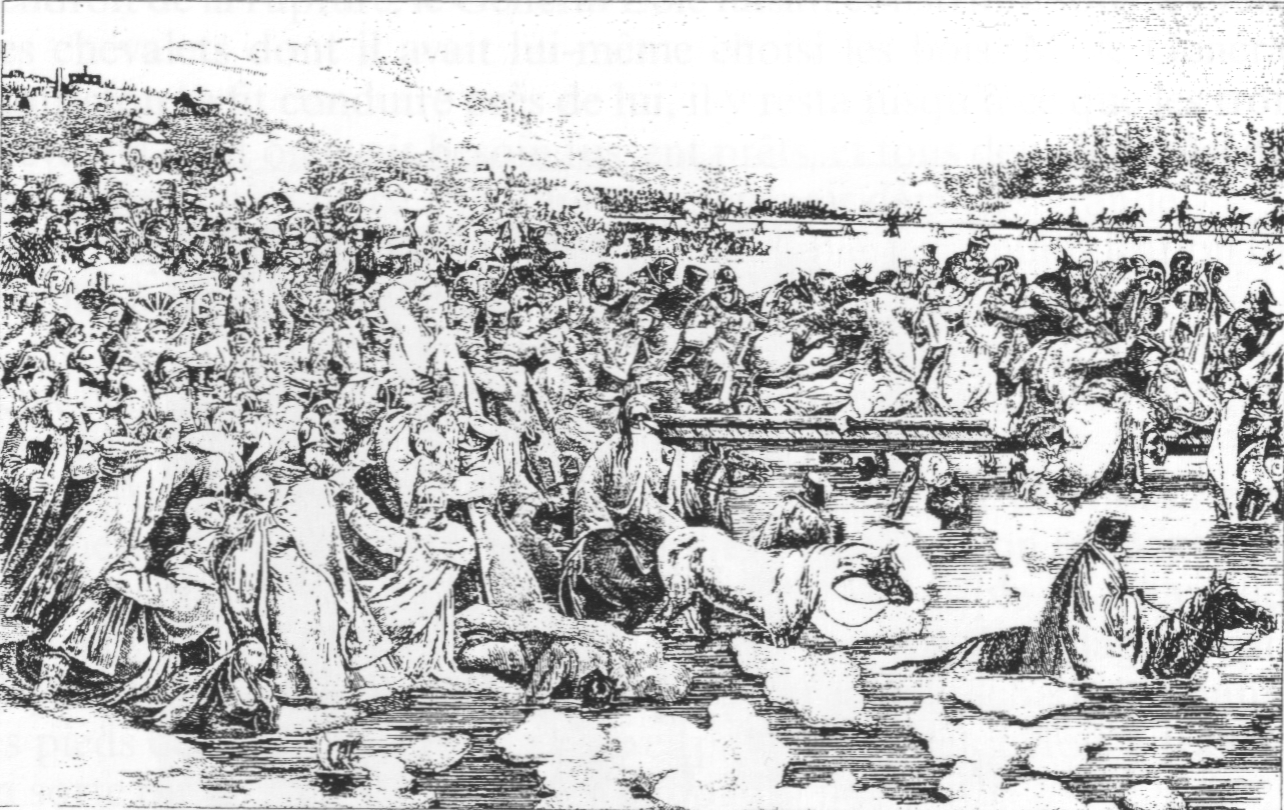
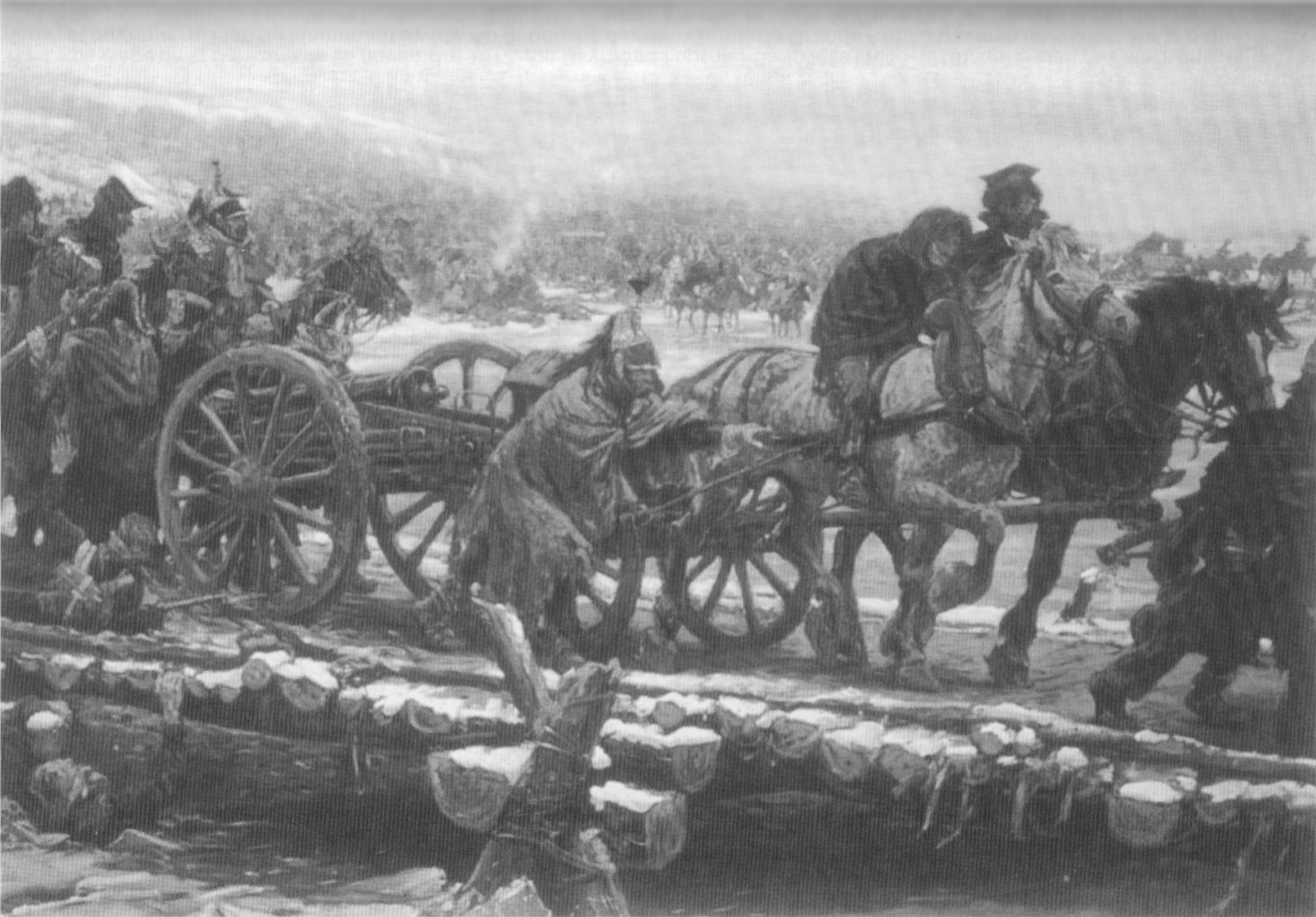
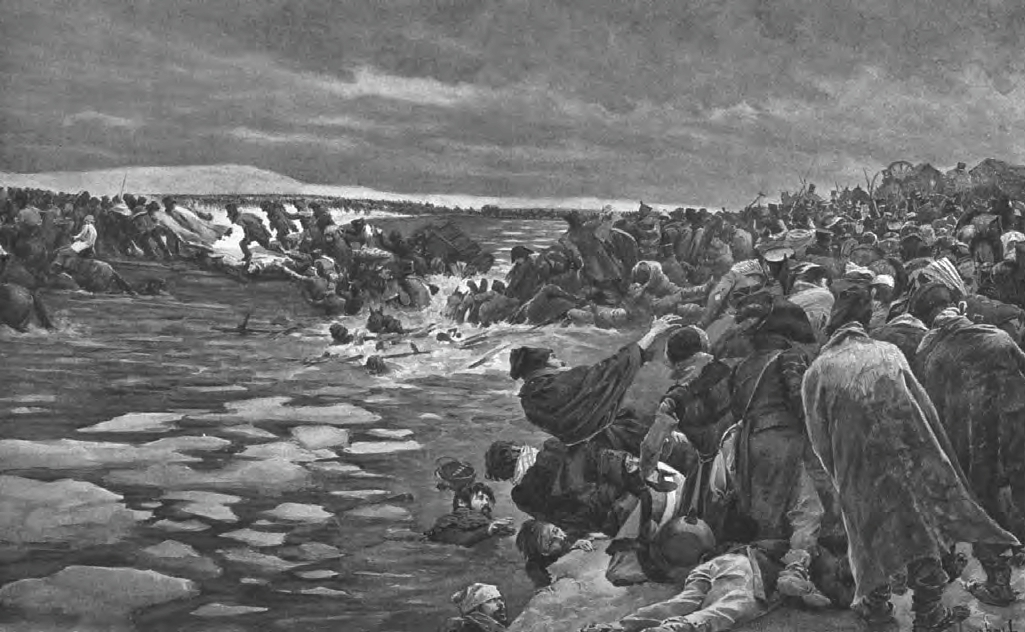
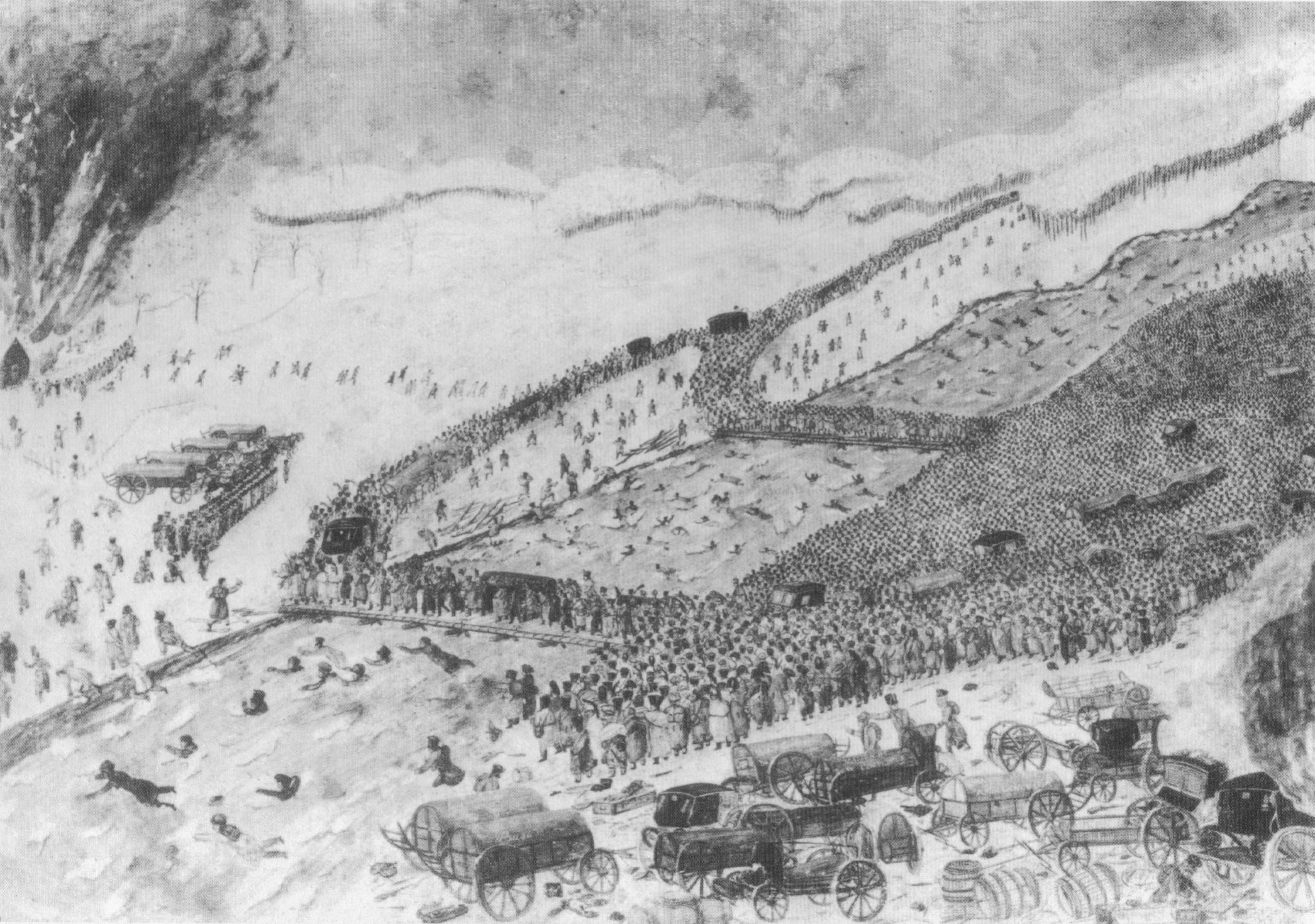
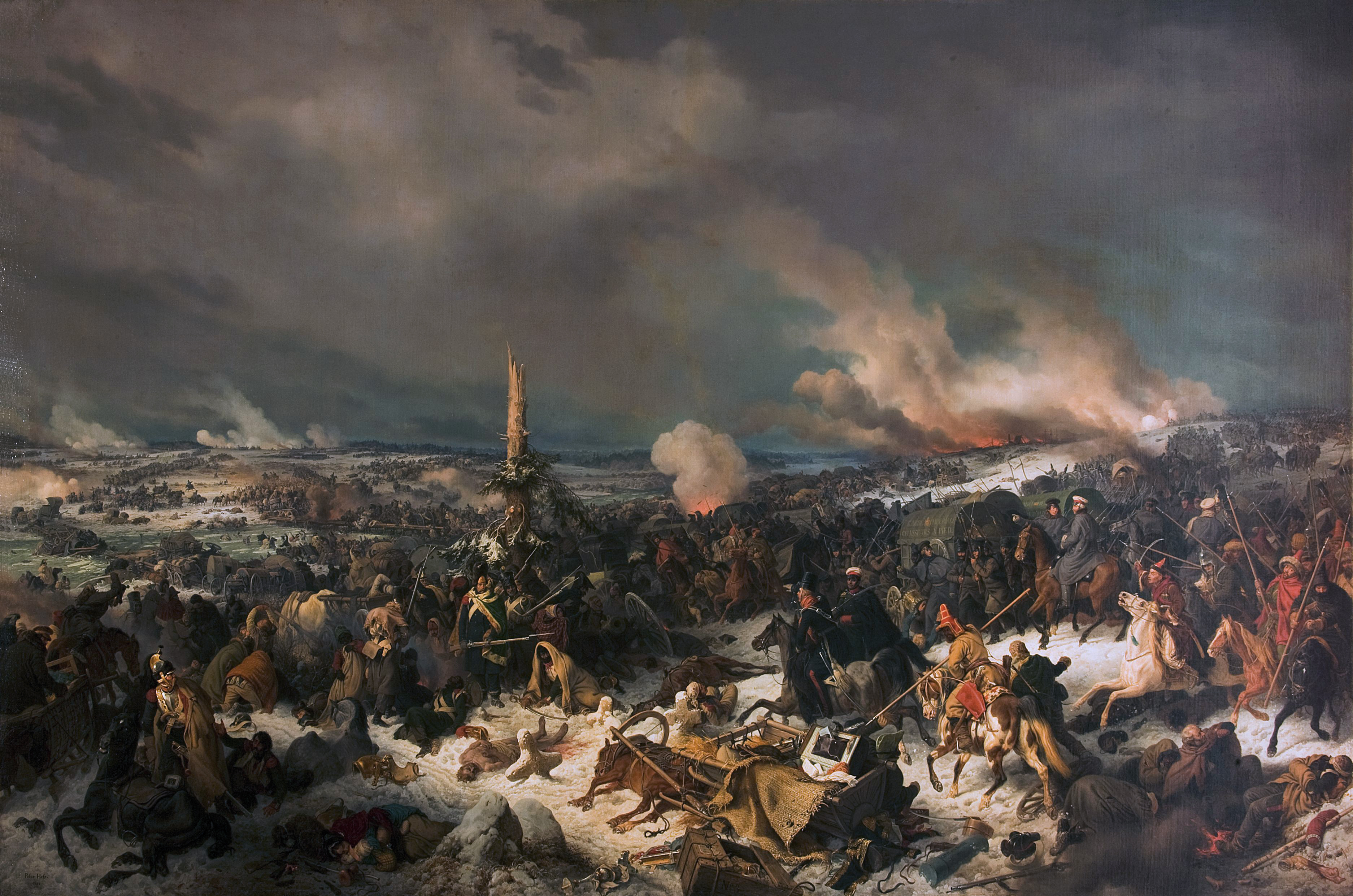
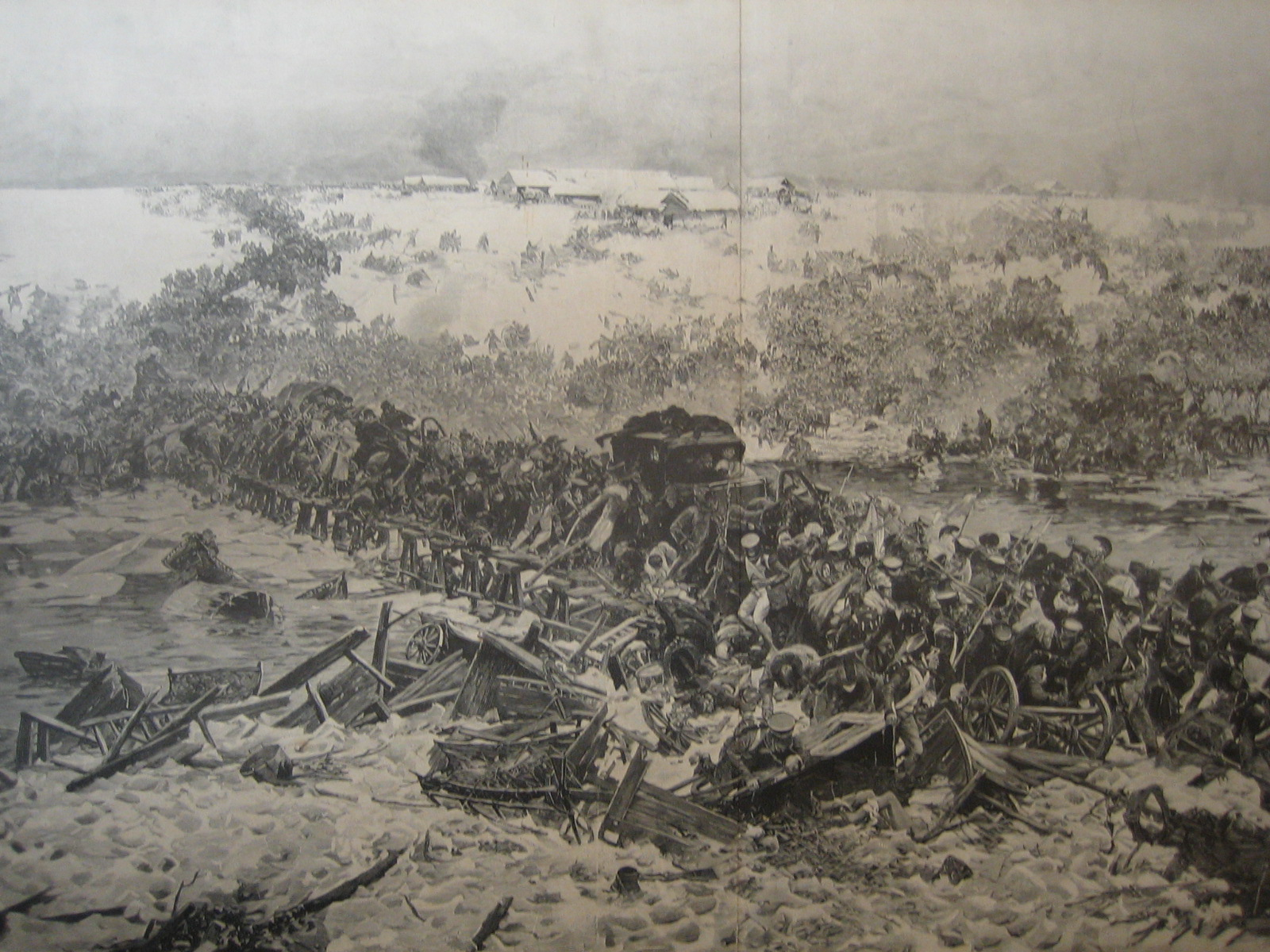